# 송포유 (라디오 프로그램)
SONG4U는 MBC FM4U에서 매일 새벽 4시부터 4시 55분까지 차예린 아나운서가 진행했던 라디오 프로그램이다. 이 프로그램의 전신은 FM4U 비포 선라이즈 1부로, 4월 27일 봄 개편으로 떨어져 나와 독립된 프로그램으로 편성되었다. 동시에 일일 정규방송의 종점과 기점을 걸쳐 방송하던 방식도 원래대로 환원하였다. 2015년 가을 개편으로 인하여 7개월만에 폐지되었다.

## 코너
- 책 속의 한줄
- 너에게 쓰는 새벽편지
- 월요 스페셜 - MBC 라디오 온에어 차트

## 같이 보기
- MBC FM4U